# Кортес (Наварра)
Кортес (ісп. Cortes) — муніципалітет в Іспанії, у складі автономної спільноти Наварра. Населення — 3404 особи (2009).
Муніципалітет розташований на відстані близько 250 км на північний схід від Мадрида, 100 км на південь від Памплони.

## Демографія
Динаміка населення (INE ):

## Галерея зображень

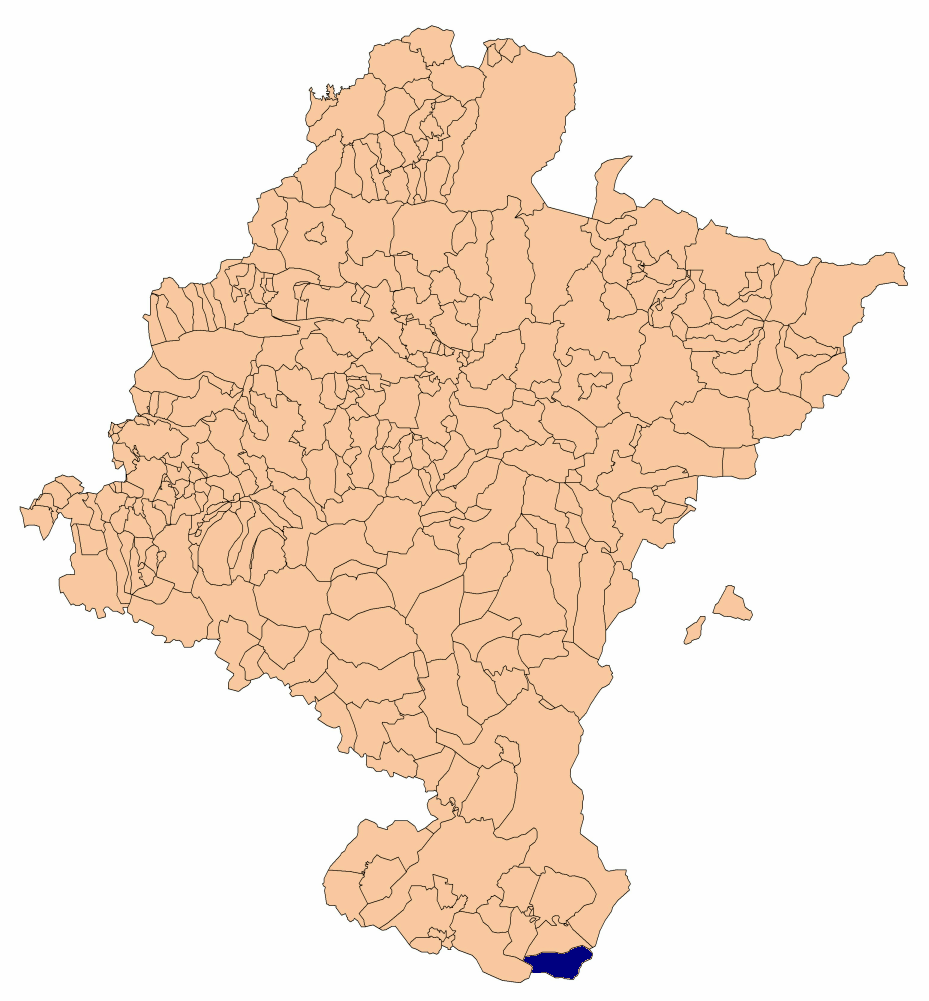
Розташування муніципалітету